# Gordonvale
Gordonvale ist eine Stadt im Norden des australischen Bundesstaates Queensland, in der Region Far North Queensland. Im Jahr 2021 betrug die Einwohnerzahl 6035 Personen.

## Geographie
Der Ort befindet sich am Ostrand der Atherton Tablelands. Cairns liegt 20 Kilometer entfernt im Norden. Gordonvale wird im Süden vom Mulgrave River tangiert. Der Bruce Highway als Teil des National Highway 1 und der Gillies Highway treffen sich im Stadtkern.

## Geschichte

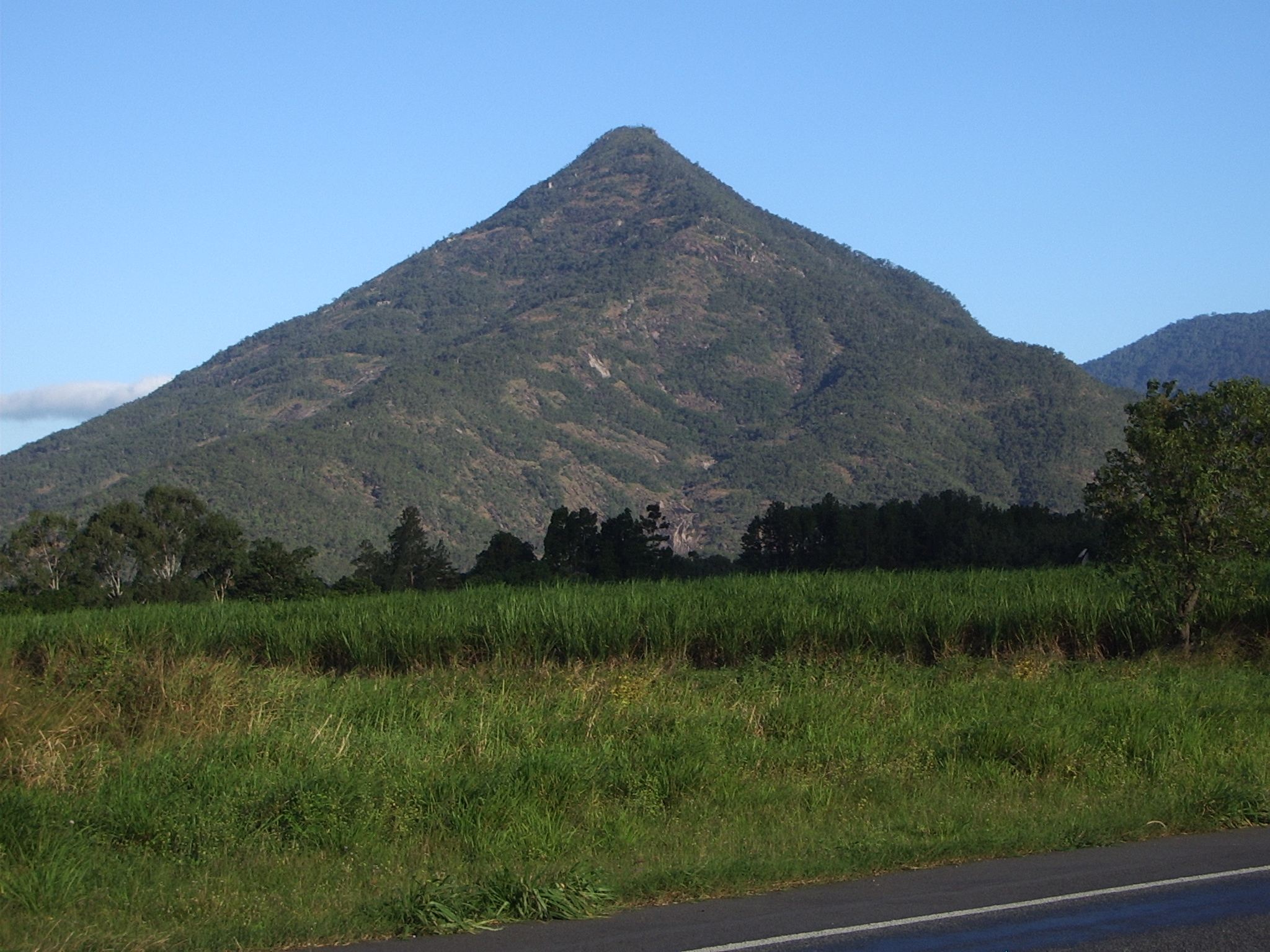
Walshs Pyramid

Aborigines waren die Ureinwohner in der Region. In den 1880er Jahren ließen sich erste europäische Siedler in der Gegend nieder. Der Ort wurde nach John Gordon benannt, einem Siedler, der viele landwirtschaftliche Betriebe gründete. Bananen, Mais und Zuckerrohr waren die hauptsächlich angebauten Produkte. Gordonvale entwickelte sich aufgrund seiner günstigen Lage zu einem Versorgungszentrum für Maultiertreiber, die die landwirtschaftlichen Produkte in die umliegenden Orte transportierten. Der Anbau von Zuckerrohr wurde in der Folgezeit gesteigert und auch Zuckerrohrfabriken wurden errichtet, die weiterhin betrieben werden. Im Jahr 1935 wurden in Gordonvale 101 aus Hawaii importierte Aga-Kröten (Rhinella marina) (englisch: Cane toad) ausgesetzt, die die Insekten, welche das Zuckerrohr schädigten, vertilgen sollten. Dies taten die Kröten nur in geringem Ausmaß. Stattdessen vermehrten sie sich ungemein und entwickelten sich zu einer Plage in immer mehr Gebieten Australiens. Der Versuch, ihre Anzahl wieder zu vermindern, zeigte bisher nur sehr geringen Erfolg.
Heute ist Gordonvale, in dessen Ortskern mehrere gut erhaltene Häuser aus dem 19. und dem frühen 20. Jahrhundert sehenswert sind, außerdem in der Tourismusindustrie aktiv und Ausgangspunkt für Touren zur Walshs Pyramid sowie zu den Nationalparks der Umgebung: Gadgarra-Nationalpark und Wooroonooran-Nationalpark als Teil der Wooroonooran Important Bird Area und der Wet Tropics of Queensland im Süden sowie Danbulla-Nationalpark im Westen. In Gordonvale startet alljährlich der Lauf Great Pyramid Race zum Gipfel der 922 Meter hohen Walshs Pyramide, der sich zunehmender Beliebtheit erfreut.

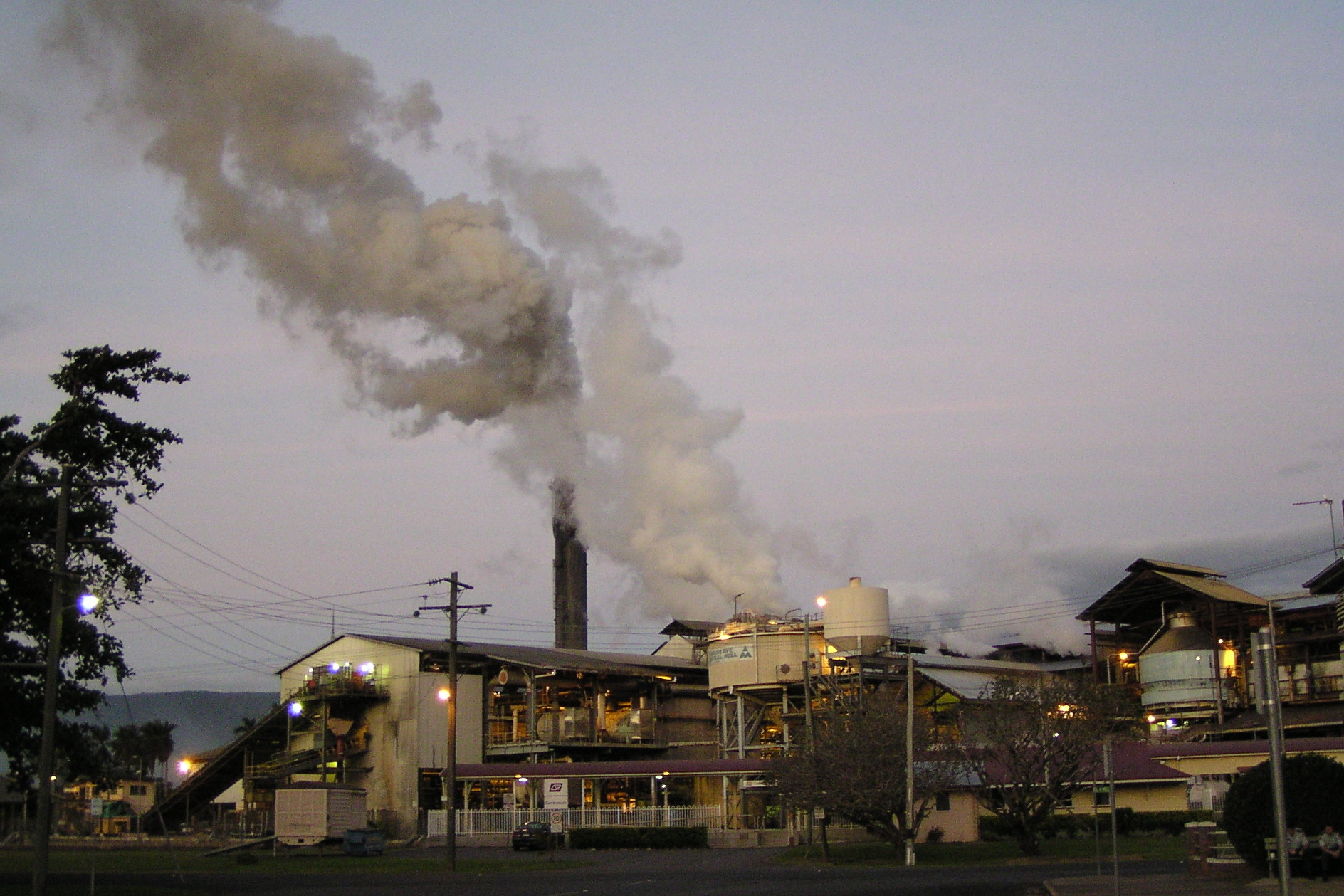
Zuckerrohrfabrik
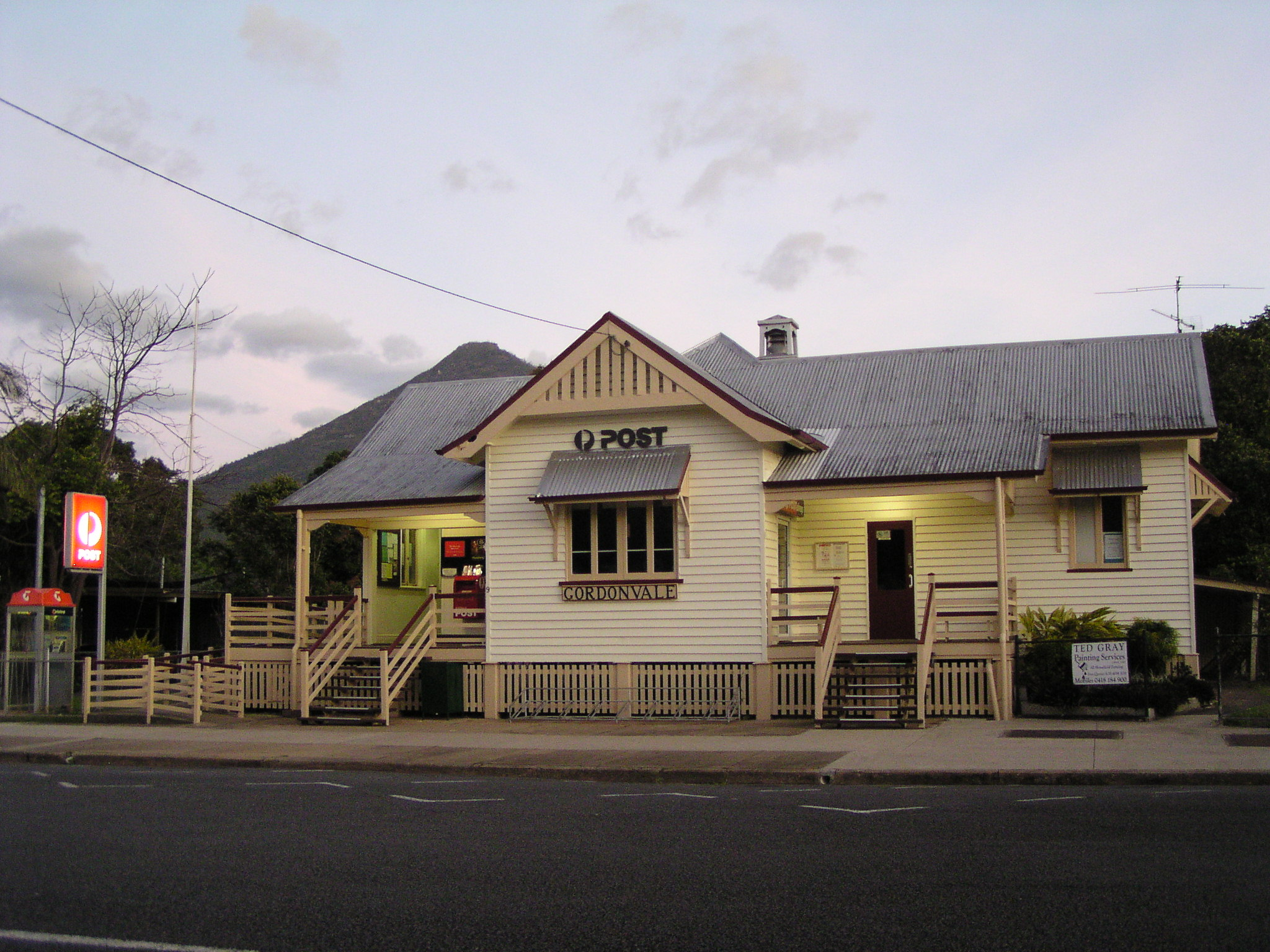
Historisches Postamt
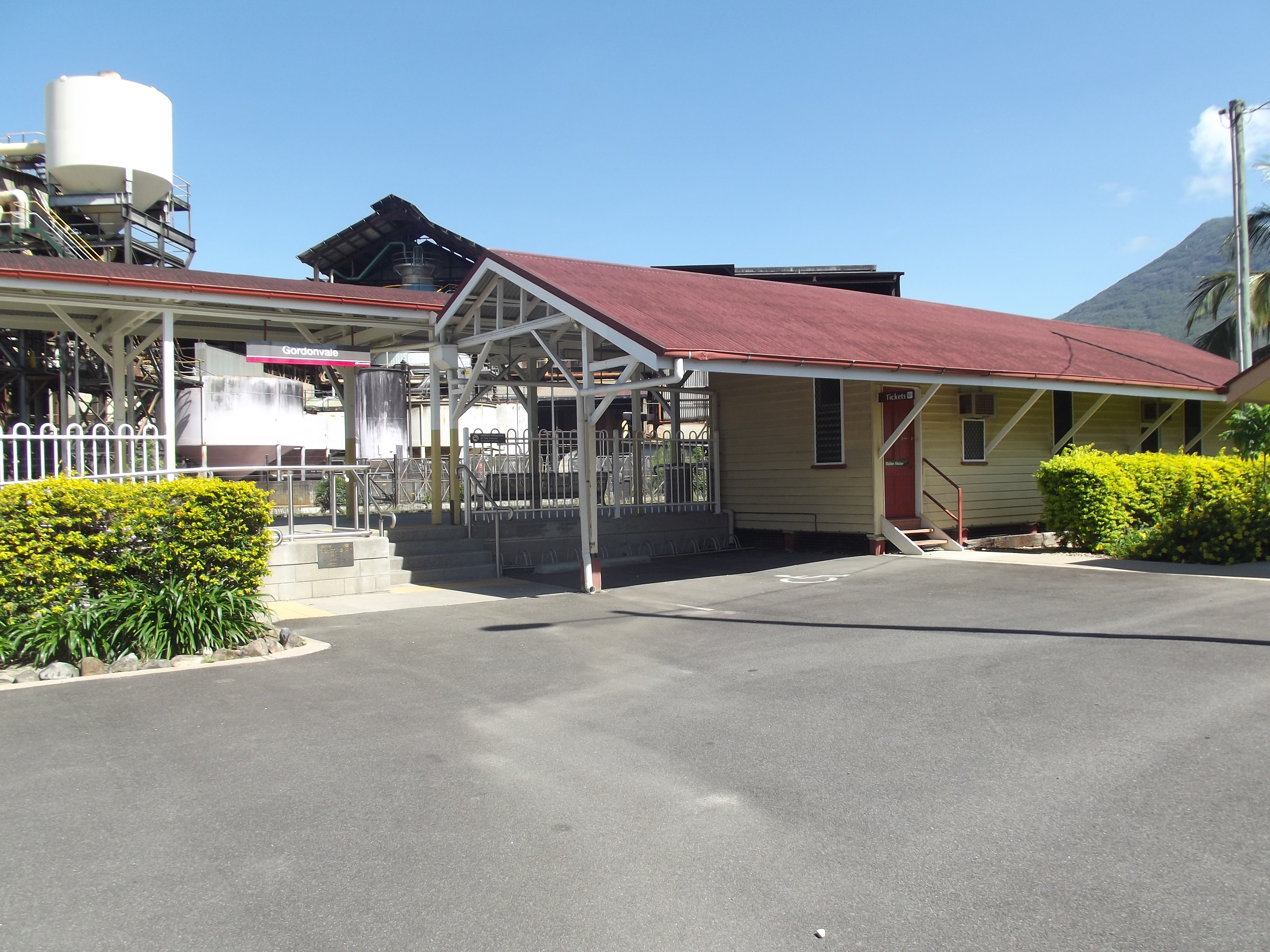
Bahnhof
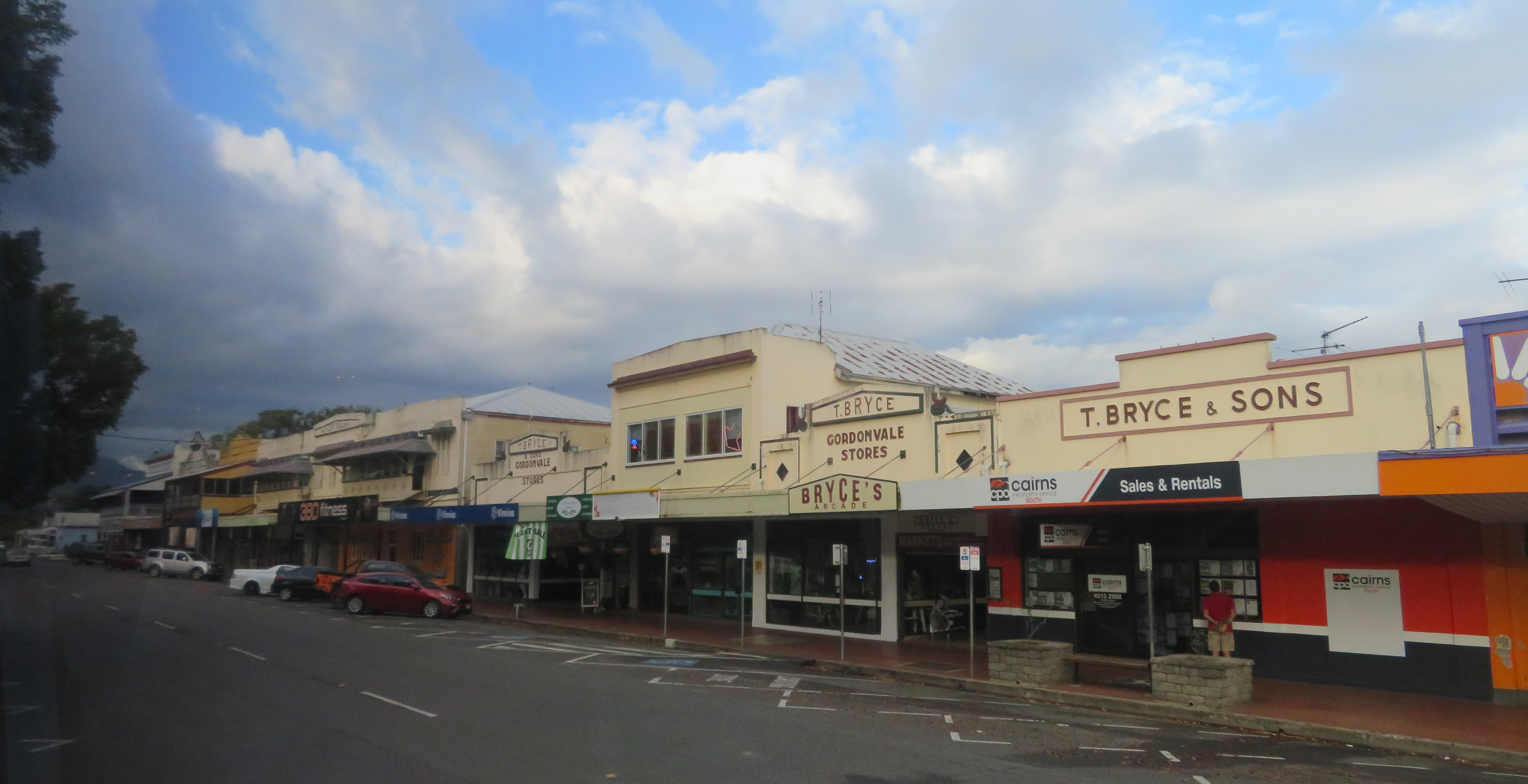
Norman Street
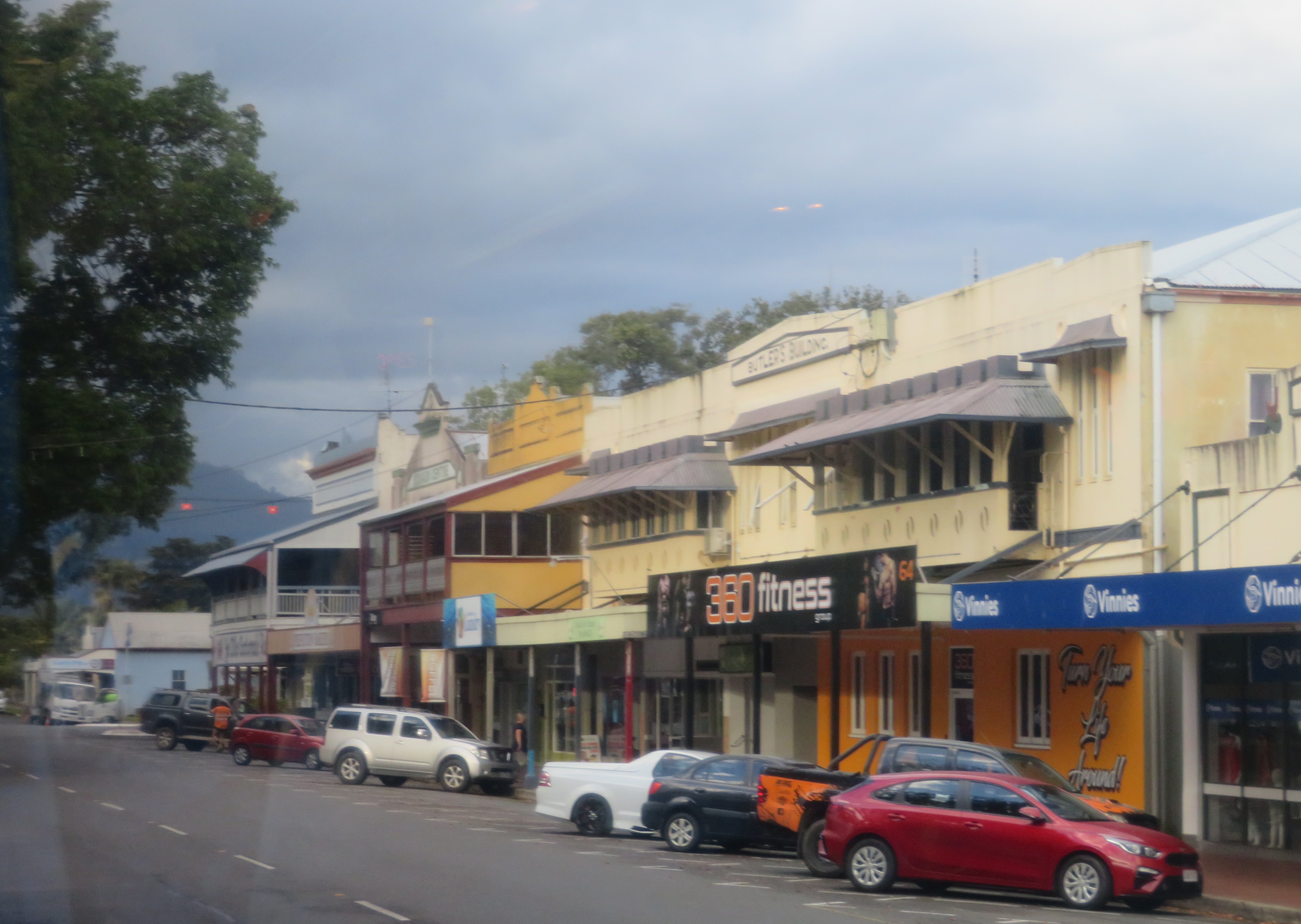
Norman Street

## Verkehr
Gordonvale liegt an der Eisenbahnlinie von Brisbane nach Cairns, auf der fünfmal pro Woche der Zug Spirit of Queensland in beiden Richtungen verkehrt und auch in Gordonvale hält.

## Söhne und Töchter der Stadt
- Adam Sarota, Fußballspieler